# Институт физической химии и электрохимии имени А. Н. Фрумкина РАН
Институт физической химии и электрохимии имени А. Н. Фрумкина РАН (ФГБУН ИФХЭ РАН) — российский государственный научно-исследовательский институт, занимающийся проблемами физической химии, поверхностных явлений, теории коррозии и др. Назван в честь советского физикохимика, академика Фрумкина Александра Наумовича.

## История
В 1930 году В. А. Кистяковским в Ленинграде была открыта Коллоидоэлектрохимическая лаборатория при АН СССР. В 1934 году эта лаборатория была переведена в Москву на Большую Калужскую ул. дом 31 и преобразована в Коллоидоэлектрохимический институт АН СССР (КЭИН АН СССР). В 1940 г директором КЭИН был назначен  Фрумкин Александр Наумович. В 1941 г. состав КЭИН был эвакуирован в Казань, однако уже летом 1943 директор А.Н. Фрумкин, и сотрудники С.З. Рогинский, В.И. Гольданский , П.Я Глазунов и др. были возвращены в Москву, а в сентябре 1943 г. КЭИН АН СССР, совместно с временно размещенными в нем сотрудниками лаборатории № 2 и находившейся в том же здании лабораторией И. И. Черняева и А.Д. Гельман (ИОНХ),  был подключен к работам по обеспечению первого этапа «Атомного проекта»  . Основными задачами, поставленными перед сотрудниками было предсказание свойств плутония и разработка технологии его выделения из облучённого урана, а также разработка технологии обращения с образующимися радиоактивными отходами. На совещании, проходившем в Коллоидоэлектрохимическом институте, где от Института присутствовали А.Н. Фрумкин и С.З. Рогинский , Л.П. Берией было принято решение о создании рабочей группы из академиков АН СССР по работе над атомным проектом и поиске площадок для создания и размещения Лаборатории 2 (НЦ КИ), НИИ-9 (ВНИИНМ) и др. В 1945 году на базе Коллоидоэлектрохимического института был образован Институт физической химии АН СССР. 
Директорами ИФХ АН СССР последовательно были выдающиеся российские и советские ученые:
1933 - 1939 гг. - академик В.А. Кистяковский,
1939 - 1949 гг. - академик А.Н. Фрумкин,
1949 - 1953 гг. - академик Г.В. Акимов,
1953 - 1988 гг. - академик В.И. Спицын,
1988 - 2002 гг. - чл.-корр. РАН Ю.М. Полукаров,
2002 - 2016 гг. - академик А.Ю. Цивадзе,
2016 - н.в. - чл.-корр. РАН А.К Буряк.
В 1957 году из института выделился отдел электрохимии. Академик А. Н. Фрумкин организовал на базе отдела Институт электрохимии АН СССР (ИЭЛАН). В 2005 году институты вновь объединились.
В 2008 году Институт физической химии и электрохимии им. А. Н. Фрумкина Российской академии наук переименован в Учреждение Российской академии наук Институт физической химии и электрохимии им. А. Н. Фрумкина.
Институт является самым большим в академической структуре Миннауки и высшего образования по числу сотрудников. В институте работали выдающиеся академики и ученые П. А. Ребиндер,  В. И. Спицын, А.Д. Гельман, Н.Е. Брежнева, Б.Ф. Мясоедов, Б. В. Дерягин, А. Н. Фрумкин, М. М. Дубинин,Г. В. Акимов, К. В. Чмутов , А.Ю. Цивадзе и другие.
С 2003 года институт издаёт журналы «Коррозия: материалы, защита», "Радиохимия" , "Protection of metals and Physical Chemistry of Surfaces"  и др.

## Научные направления
Основные направления работы Института физической химии:
- Супрамолекулярные и наноразмерные самоорганизующиеся системы;
- Разработка материалов и наноматериалов: полимеров и полимерных материалов, сорбентов, композитов, сплавов, керамик, продуктов биологического и медицинского назначения, оптических и сверхпроводящих материалов;
- Кинетика и механизмы электрохимических реакций, электрокатализ, химические источники тока, топливные элементы, электрохимические информационные системы, биоэлектрохимия мембран;
- Поверхностные явления в коллоидно-дисперсных системах;
- Химическое сопротивление материалов, защита металлов и других материалов от коррозии;
- Химия и технология радиоактивных элементов (актиноиды, технеций и др.), обращение с радиоактивными отходами.

## Структура института
В состав Института входит 6 отделений: административное, научное, научно-вспомогательные, учёные, научные и диссертационные советы и хозяйственные. Учреждение имеет научно-производственную базу. Работает Научно-образовательный комплекс, где проходят подготовку аспиранты по специальностям «Физическая химия», «Электрохимия», «Радиохимия», «Коллоидная химия и поверхностные явления» и др.
Институт занимает 5 корпусов: главный, электрохимии, радиохимии, противокоррозионной защиты и технический.

## Современность
В настоящее время Институт проводит работу, возглавляемую академиками Л. Б. Бойнович, Е. Н. Кабловым, Б. Ф. Мясоедовым, А. И. Русановым и А. Ю. Цивадзе, членами-корреспондентами РАН Б. Г. Ершовым, И. Г. Тананаевым, А. К. Буряком и рядом ведущих профессоров - заведующих лабораториями института. 
Результаты работ Института: разработаны методы синтеза электрокатализаторов из органических прекурсоров, триметаллические катализаторы (платина/кобальт/хром), катализаторы без платины: би- и триметаллические катализаторы из палладия, рутения и кобальта. Выявлены методы получения водорода с использованием нанопористых углеродных материалов, одностенных углеродных нанотрубок, инкапсулированных палладием. Разработаны методы создания супергидрофобных покрытий для защиты конструкционных материалов от коррозии и обледенения, а так же для снижения поверхностных токов утечки. Институт является ведущим научным центром России по развитию фундаментальных основ химии радиоактивных элементов - актиноидов и технеция и методам их переработки. ИФХЭ РАН ведет развернутое научное сотрудничество с мировыми научными центрами.